# Список лептонов
Это список лептонов в физике элементарных частиц. Все лептоны обладают спином ½, так как являются фундаментальными фермионами.
| Частица                  | Символ | Масса, МэВ/c2                                                                                 | Время жизни, c                       | Продукты распада                                     | Электрический заряд, e |
| ------------------------ | ------ | --------------------------------------------------------------------------------------------- | ------------------------------------ | ---------------------------------------------------- | ---------------------- |
| Электрон                 | e−     | 0,510998928(11)                                                                               | Стабилен или > 4,6⋅1026 лет          | Неизвестны, может быть, что не существуют            | −1                     |
| Позитрон                 | e+     | 0,510998910(13)                                                                               | Стабилен или > 4,6⋅1026 лет          | Неизвестны, может быть, что не существуют            | +1                     |
| Мюон                     | μ−     | 105,6583715(35)                                                                               | 2,197034(21)⋅10−6                    | e−+νe+νμ                                             | −1                     |
| Антимюон                 | μ+     | 105,6583715(35)                                                                               | 2,197034(21)⋅10−6                    | e+νe+ νμ                                             | +1                     |
| Тау-лептон               | τ−     | 1,77682(16)                                                                                   | 2,906(10)⋅10−13                      | μ−+ νμ + ντ e−+ νe + ντ и десятки других мод распада | −1                     |
| Анти-тау-лептон          | τ+     | 1,77682(16)                                                                                   | 2,906(10)⋅10−13                      | μ++ νμ + ντ e++ νe + ντ и десятки других мод распада | +1                     |
| Нейтрино                 | ν      | Сумма масс всех трёх ароматов 0.320 ± 0.081 эВ, но не нулевая у всех ароматов (ν e, ν μ, ν τ) | Стабильно или > 7⋅109 с ×(mν/1 эВ)−1 | Неизвестны, может быть, что не существуют            | 0                      |
| Антинейтрино             | ν      | Сумма масс всех трёх ароматов 0.320 ± 0.081 эВ, но не нулевая у всех ароматов (ν e, ν μ, ν τ) | Стабильно или > 7⋅109 с ×(mν/1 эВ)−1 | Неизвестны, может быть, что не существуют            | 0                      |
| Электронное нейтрино     | νe     | < 0,0000022                                                                                   | Стабильно или > 7⋅109 с ×(mν/1 эВ)−1 | Неизвестны, может быть, что не существуют            | 0                      |
| Электронное антинейтрино | νe     | < 0,0000022                                                                                   | Стабильно или > 7⋅109 с ×(mν/1 эВ)−1 | Неизвестны, может быть, что не существуют            | 0                      |
| Мюонное нейтрино         | νμ     | < 0,17                                                                                        | Стабильно или > 7⋅109 с ×(mν/1 эВ)−1 | Неизвестны, может быть, что не существуют            | 0                      |
| Мюонное антинейтрино     | νμ     | < 0,17                                                                                        | Стабильно или > 7⋅109 с ×(mν/1 эВ)−1 | Неизвестны, может быть, что не существуют            | 0                      |
| Тау-нейтрино             | ντ     | < 15,5                                                                                        | Стабильно или > 7⋅109 с ×(mν/1 эВ)−1 | Неизвестны, может быть, что не существуют            | 0                      |
| Анти-тау-нейтрино        | ντ     | < 15,5                                                                                        | Стабильно или > 7⋅109 с ×(mν/1 эВ)−1 | Неизвестны, может быть, что не существуют            | 0                      |